# Droga krajowa nr 443 (Węgry)
Droga krajowa nr 443 (węg. 443-as főút) – droga krajowa w komitacie Békés w południowych Węgrzech. Długość - 20 km. Przebieg: 
- Gyomaendrőd – skrzyżowanie z drogą 46
- Szarvas – skrzyżowanie z drogą 44